# Žirator
Žirator je pasivni, linearni, dvopristupni element električnog kola predložen 1948 od strane Bernarda Telegena kao hipotetički peti linearni element uz otpornik, idealni kondenzator, idealni kalem i idealni transformator. 
Žirator se naziva i konvertor pozitivne impedanse - element električnog kola koji invertuje impedansu. Drugim riječima, on može da od kapacitivnosti napravi induktivnost i obrnuto. 
Primarna svrha žiratora je da simulira induktivni element u malim elektronskim kolima ili u integrisanim kolima. Prije uvođenja tranzistora, namotaji žice su bili korišćeni u elektronskim filterima. Realni kalem se može zamijeniti mnogo manjim sklopom koji sadrži operacione pojačavače, kondenzatore ili tranzistore, kao i otpornike. Ovo je veoma pogodno u tehnologiji integrisanih kola. 
Osim toga, realni kondenzatori su često veoma bliži idealnom kondenzatoru, nego kalemi idealnom kalemu. Zbog toga, sintetički kalem koji je realizovan sa žiratorom i kondenzatorom može, za neke aplikacije, biti bliži idealnom kalemu nego bilo koji realni kalem. Dakle, korišćenje kondenzatora i žiratora može doprinijeti kvalitetu filtera koji bi se inače pravili od kalema.
Žiratori se mogu koristiti za pravljenje induktivnosti od mikrohenrija pa do reda megahenrija. Realni kalemi su ograničeni na red ne viši od desetine henrija. Realni kalemi imaju parazitne otpornosti od stotine mikroooma, pa do reda nekolika kilooma, Parazitne otpornosti žiratora zavise od njegove topologije. 
Prvenstvena primjena žiratora je da se smanji veličina i cijena sistema uklanjanjem potrebe za velikim, skupim i teškim kalemima. Kola sa žiratorima se često koriste u telefonskim djelovima koji se vežu na POTS sistem. Ovo je omogućilo da telefoni postanu mnogo manji. 
Postoji i mnogo primjera u kojima nije moguće koristiti žirator u zamjenu za kalem:
- RF sistemi (RF induktori su ionako mali)

- Konverzija struje, gdje se namotaji žice koriste kao skladište energije